# ABHD17B
ABHD17B (англ. Abhydrolase domain containing 17B) – білок, який кодується однойменним геном, розташованим у людей на 9-й хромосомі. Довжина поліпептидного ланцюга білка становить 288 амінокислот, а молекулярна маса — 32 215.
| 10         |  | 20         |  | 30         |  | 40         |  | 50         |
| ---------- |  | ---------- |  | ---------- |  | ---------- |  | ---------- |
| MNNLSFSELC |  | CLFCCPPCPG |  | KIASKLAFLP |  | PDPTYTLMCD |  | ESGSRWTLHL |
| SERADWQYSS |  | REKDAIECFM |  | TRTSKGNRIA |  | CMFVRCSPNA |  | KYTLLFSHGN |
| AVDLGQMSSF |  | YIGLGSRINC |  | NIFSYDYSGY |  | GASSGKPTEK |  | NLYADIEAAW |
| LALRTRYGIR |  | PENVIIYGQS |  | IGTVPSVDLA |  | ARYESAAVIL |  | HSPLTSGMRV |
| AFPDTKKTYC |  | FDAFPNIDKI |  | SKITSPVLII |  | HGTEDEVIDF |  | SHGLALFERC |
| QRPVEPLWVE |  | GAGHNDVELY |  | GQYLERLKQF |  | VSQELVNL   |  |            |

A: Аланін

C: Цистеїн

D: Аспарагінова кислота

E: Глутамінова кислота

F: Фенілаланін

G: Гліцин

H: Гістидин

I: Ізолейцин

K: Лізин

L: Лейцин

M: Метіонін

N: Аспарагін

P: Пролін

Q: Глутамін

R: Аргінін

S: Серин

T: Треонін

V: Валін

W: Триптофан

Кодований геном білок за функціями належить до гідролаз, фосфопротеїнів. 
Задіяний у такому біологічному процесі, як альтернативний сплайсинг. 
Секретований назовні.